# 메시나 해협 대교

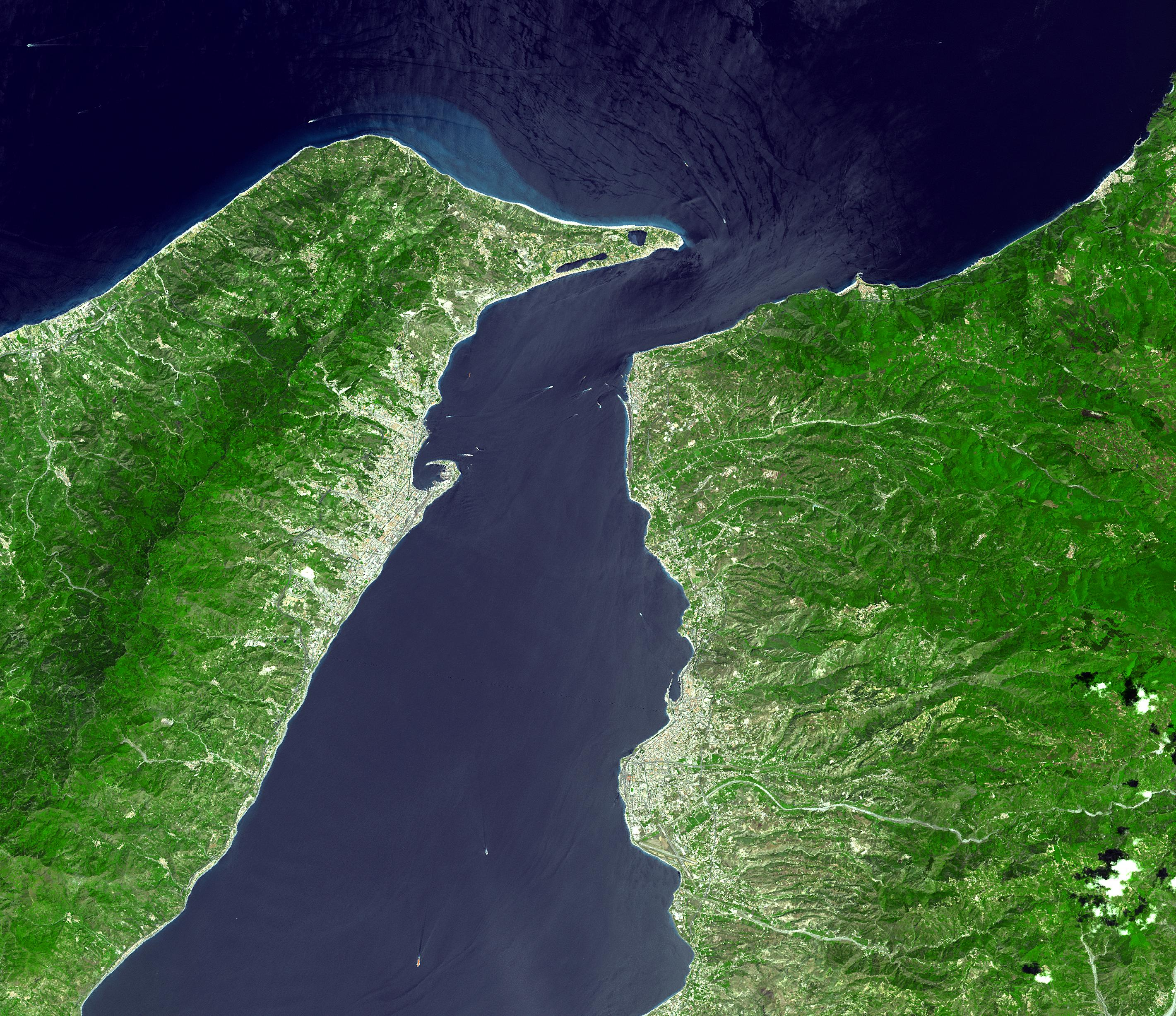

메시나 해협 대교는 메시나 해협을 횡단할 예정이였으나 무산된 다리이다. 완공될 경우 세계에서 가장 긴 현수교가 된다. 오랫동안 논의되어 온 건설 계획은 2006년, 로마노 프로디 수상이 취소하였으나 2009년 3월 6일, Silvio Berlusconi 정부가 계획을 부활시켜 61억EUR의 공사비용이 소요될 예정이다. 약 3.3km 길이에 60m의 폭으로, 382m의 두 기둥이 받쳐주는 현수교로서, 엠파이어 스테이트 빌딩보다 높다. 차로 6차선 및 철로로는 일일 200회까지 통과할 수 있도록 하며, 양쪽에 인도가 계획되어 있다. 그러나 2013년 2월, 계획이 다시 취소되었다.

## 같이 보기
- 가장 긴 현수교 목록
- 아카시 해협 대교